# Kwaczałka
Kwaczałka (Kwaczała, Kwaczalanka) – potok, dopływ Wisły o długości 5,81 km i powierzchni zlewni 6,08 km².
Potok płynie na terenie gmin Alwernia i Babice, w powiecie chrzanowskim. Źródła potoku znajdują się w Kwaczale. Uchodzi (poprzez żwirownie w starym korycie) do Wisły koło Rozkochowa.